# ننسلینگن
ننسلینگن (به آلمانی: Nennslingen) یک منطقهٔ مسکونی در آلمان است که در وایسنبورگ-گونتسنهاوزن واقع شده‌است.